# Великоолександрівський ґебіт
Великоолекса́ндрівський ґебі́т, Олександршта́дтська окру́га (нім. Kreisgebiet Bolschaja Alexandrowka, пізніше нім. Kreisgebiet Alexanderstadt) — адміністративно-територіальна одиниця генеральної округи Миколаїв райхскомісаріату Україна, центром якої був Александерштадт. Існувала протягом німецької окупації Української РСР.

## Історія
Округу (ґебіт) утворено 15 листопада 1941 з Березнегуватського, Великоолександрівського і Нововоронцовського районів тодішньої Миколаївської області. Її центром обрано селище Велика Олександрівка. 1 квітня 1942 у складі округи виділено новий район Кронау, що по суті було відновленням у своєму колишньому обсязі скасованого перед війною радянською владою Високопільського етнічного німецького району, за винятком лісгоспу на північ від Новомирівки і Фріденсфельду. Назву району дав його центр — велика німецька колонія Кронау, де на 1941 рік проживали 1356 фольксдойче.
Спочатку німецькомовна назва округи (Bolschaja Alexandrowka = Большая Александровка) являла собою відверту кальку з панівної у Радянському Союзі російської мови.  1 травня 1942 відбулося перейменування німецької назви окружного центру, Великоолександрівського району і всієї округи на «Александерштадт» (в українських документах також «Олександрштадт» і похідні).
Із січня 1942 року Олександрштадтський окружний комісар заборонив місцевому населенню пересуватися вулицями щодня після восьмої години вечора. 18 грудня 1942 він ухвалив рішення, яким з 1 січня 1943 р. заборонялася торгівля на базарах. Усі надлишки продуктів харчування слід було продавати у визначені для цього пункти. Предмети кустарного виробництва мусили продаватися або крамницям кооперації або німецьким крамницям (гешефтам) в Олександрштадті (Великоолександрівка) або Кронау (Високопілля).
Наказом від 19 грудня 1942 вводилася трудова повинність, праця за місцем роботи була обов'язковою, невихід на роботу або ухиляння від трудової повинності суворо каралися, бо кваліфікувалися як допомога ворогу й саботаж. 
Станом на 1 січня 1943 Великоолександрівський ґебіт поділявся на 4 німецькі райони: район Березнегувате (нім. Rayon Beresnegowatoje), район Велика Олександрівка (нім. Rayon Alexanderstadt), район Кронау (нім. Rayon Kronau) та район Нововоронцовка (нім. Rayon Nowo Woronzowka)  — які відповідали чотирьом колишнім радянським районам: Березнегуватському, Великоолександрівському, Високопільському і Нововоронцовському.
1 червня 1943 частину району Нововоронцовка (колгосп «Майський»?) було передано районові Олександрштадт.
У березні 1944 року адміністративним центром округи оволоділи радянські війська.